# Sitio de Cesaracosta (652)
El asedio de Cesaracosta de 652 tuvo lugar durante la revuelta de Froya contra Recesvinto.

## Antecedentes
Recesvinto fue asociado al trono en 649 como corregente junto al anciano Chindasvinto. Empezó a gobernar en solitario en otoño de 652 (o 653), y probablemente el mismo 652 estalló una amplia rebelión encabezada por Froya, un noble visigodo que, opuesto a la designación de Recesvinto, huyó a Aquitania y consiguió hacerse con el liderazgo de los refugae. Obtuvo también el apoyo de los vascones de Aquitania y, probablemente a través de ellos, de los vascones que habitaban al sur de los Pirineos.
Cuando los vascones descendieron por el valle del Ebro en el verano de 652, Froya reunió a los suyos y a contingentes vascones de Aquitania y se presentó ante Caesaraugusta poniendo a prueba la autoridad de Recesvinto. La Tarraconense fue devastada con más virulencia que en ocasiones anteriores. Los exiliados tuvieron que poner todos sus efectivos en juego, y la ayuda de los vascones fue muy importante, pues su ferocidad y su habilidad en la lucha guerrillera distraían muchas fuerzas visigodas. Los vascones se llevaron miles de prisioneros y un importante botín, dejando la región sembrada de cadáveres sin respetar clérigos, iglesias o altares.

## El asedio
Las fuerzas de Froya y los vascones asediaron Cesaracosta. En una carta al obispo Quirce de Barcino, el obispo Tajón narra como nada podía hacer durante el día por los peligros que amenazaban a los habitantes de la ciudad, y hablaba de la imposibilidad de abandonar la ciudad para marchar al campo (debido a la presencia de las fuerzas sitiadoras).
El noviembre de 652, después de enterrar a Chindasvinto, las fuerzas de Recesvinto llegaron a Caesaraugusta. El grueso de los grupos vascones había vuelto ya a sus montañas y los exiliados se dispusieron a hacer frente al ejército real con la presencia únicamente del contingente vascón de Aquitania. El hecho de que, a pesar de no haber tomado Zaragoza (aunque seguramente dominaban otras plazas), no hubieran vuelto a Aquitania o Francia al final del buen tiempo indicaría que la lucha se planteaba en términos decisivos. Era el último intento, el más definitivo. En caso de derrota el poder real se reforzaría mientras que los exiliados quedarían debilitados de manera irreversible.
La batalla decisiva parece haberse entregado en diciembre, y Recesvinto obtuvo una victoria completa. Centenares de partidarios de Froya, que empleaba el título real, murieron en la lucha y el mismo líder rebelde parece que fue capturado y ejecutado con rapidez.

## Consecuencias
Algunos rebeldes pudieron volver a Aquitania, pero la mayoría murieron o fueron capturados. Después de varios meses de guerra civil y cuatro años de agitación (649 a 653), Recesvinto conseguía pacificar el Reino de Toledo con la única excepción de las razias de los vascones, nunca resueltas.